# This Is Us Tour
Il This Is Us Tour è una serie di concerti della band statunitense dei Backstreet Boys cominciata il 30 ottobre 2009 a Lisbona in Portogallo, i quali si concluderanno durante i primi mesi primaverili del 2010. È il secondo tour in cui non compare nella band l'ex membro Kevin Richardson.

## Scaletta
1. Everybody (Backstreet's Back)
2. We've Got It Goin' On
3. PDA
4. Quit Playin' Games (With My Heart) (versione breve)
5. As Long as You Love Me
6. Video da solista di Howie (Fast and Furious)
7. This Is Us
8. Show Me the Meaning of Being Lonely
9. All I Have to Give
10. She's a Dream
11. I'll Never Break Your Heart
12. Video da solista di A.J.' (Fight Club)
13. The Call (versione breve)
14. The One (versione breve)
15. Bigger (contenente un sample di True di Spandau Ballet)
16. Shape of My Heart (versione breve)
17. I Want It That Way1
18. Video da solista di Brian (Come d'incanto)
19. More Than That
20. Undone
21. Incomplete
22. Video da solista di Nick (Matrix)
23. Larger Than Life
24. All of Your Life (You Need Love)
25. Bye Bye Love
26. Finale: Straight Through My Heart

## Date del tour

### Date di promozione
- 15 agosto 2009 - PNC Bank Arts Center - Holmdel, New Jersey, Stati Uniti
- 16 agosto 2009 - Nikon at Jones Beach Theater - Wantagh, New York, Stati Uniti
- 7 settembre 2009 - Zurigo, Svizzera
- 9 settembre 2009 - Madrid, Spagna
- 27 settembre 2009 - Singapore Street Circuit (Gran Premio di Singapore 2009) - Singapore
- 1º ottobre 2009 - Lazona Kawasaki Plaza - Kawasaki, Kanagawa, Giappone
- 5 ottobre 2009 -  Hard Rock Times Square - New York, New York, Stati Uniti (cancellata)
- 6 ottobre 2009 - The Early Show - New York, New York, Stati Uniti (cancellata)
- 6 ottobre 2009 - P.C. Richard & Son Theater - New York, New York, Stati Uniti (cancellata)
- 23 ottobre 2009 - US Airways Center - Phoenix, Arizona, Stati Uniti
- 24 ottobre 2009 - Dixie's Tavern - Charlotte, Carolina del Nord, Stati Uniti

### This Is Us Tour
- 30 ottobre 2009 - Pavilhão Atlântico - Lisbona, Portogallo
- 31 ottobre 2009  - Palacio Vistalegre - Madrid, Spagna
- 3 novembre 2009 - Metro Radio Arena - Newcastle, Regno Unito
- 4 novembre 2009 - MEN Arena - Manchester, Regno Unito
- 7 novembre 2009 - Scottish Exhibition and Conference Centre - Glasgow, Scozia
- 8 novembre 2009 - LG Arena - Birmingham, Regno Unito
- 9 novembre 2009 - Liverpool Echo Arena - Liverpool, Regno Unito
- 10 novembre 2009  - O2 arena - Londra, Regno Unito
- 12 novembre 2009 - Odyssey Arena - Belfast, Irlanda del Nord
- 13 novembre 2009 - The O2 - Dublino, Irlanda
- 15 novembre 2009 - Ahoy Rotterdam - Rotterdam, Paesi Bassi
- 16 novembre 2009 - König Pilsener Arena - Oberhausen, Germania
- 17 novembre 2009 - Hallenstadion - Zurigo, Svizzera
- 18 novembre 2009 - Zenith - Monaco di Baviera, Germania
- 20 novembre 2009 - Lotto Arena - Anversa, Belgio
- 22 novembre 2009 - Jahrhunderthalle - Francoforte sul Meno, Germania
- 23 novembre 2009 - O2 World - Berlino, Germania
- 24 novembre 2009 - PalaSharp - Milano, Italia
- 25 novembre 2009 - Sibamac Arena - Bratislava, Slovacchia
- 27 novembre 2009 - Arena Zagreb, Zagabria, Croazia
- 29 novembre 2009 - Jako Arena - Bamberga, Germania
- 30 novembre 2009 - 02 Arena - Praga, Repubblica Ceca
- 2 dicembre 2009 - Hartwall Areena - Helsinki, Finlandia
- 4 dicembre 2009 - Hovet - Stoccolma, Svezia
- 5 dicembre 2009 - Oslo Spektrum - Oslo, Norvegia
- 6 dicembre 2009  - O2 arena - Londra, Regno Unito
- 8 dicembre 2009 - Valby Hallen - Copenaghen, Danimarca
- 8 dicembre 2009 - International Exhibition Center - Kiev, Ucraina (posticipata al 13 dicembre)
- 10 dicembre 2009 - Ice Palace Saint Petersburg - San Pietroburgo, Russia
- 11 dicembre 2009 - Crocus City Hall - Mosca (Russia), Russia
- 13 dicembre 2009 - Sport Hall - Minsk, Bielorussia (cancellata senza nessun comunicato)
- 15 dicembre 2009 - Beogradska Arena - Belgrado, Serbia
- 17 dicembre 2009 - The Palladium - Dubai, Emirati Arabi Uniti,
- 5 febbraio 2010 - Saitama Super Arena - Tokyo, Giappone
- 6 febbraio 2010 - Saitama Super Arena - Tokyo, Giappone
- 7 febbraio 2010 - Saitama Super Arena - Tokyo, Giappone
- 9 febbraio 2010 - World Hall - Kōbe, Giappone
- 10 febbraio 2010 - World Hall - Kōbe, Giappone
- 11 febbraio 2010 - World Hall - Kōbe, Giappone
- 14 febbraio 2010 - Nagoya Civic General Gymnasium - Nagoya, Giappone
- 15 febbraio 2010 - Nagoya Civic General Gymnasium - Nagoya, Giappone
- 18 febbraio 2010 - Nippon Budokan - Tokyo, Giappone
- 24 febbraio 2010 - Melon Art Hall - Seul, Corea
- 25 febbraio 2010 - Taipei Arena - Taipei, Taiwan
- 28 febbraio 2010 - Suntec Hall -  Singapore
- 2 marzo 2010 - Challenge Stadium - Perth, Australia
- 5 marzo 2010 - Rod Laver Arena - Melbourne, Australia
- 6 marzo 2010 - Sydney Entertainment Centre - Sydney, Australia
- 8 marzo 2010 - Brisbane Entertainment Centre - Brisbane, Australia
- 11 marzo 2010 - Vector Arena - Auckland, Nuova Zelanda
- 14 marzo 2010 - Changning GYM Centre - Shanghai, Cina.
- 15 marzo 2010 - Changning GYM Centre - Shanghai, Cina.
- 17 marzo 2010 - Capital Stadium - Pechino, Cina.